# NGC 7516
NGC 7516 é uma galáxia lenticular (S0) localizada na direcção da constelação de Pegasus. Possui uma declinação de +20° 14' 56" e uma ascensão recta de 23 horas, 12 minutos e 51,8 segundos.
A galáxia NGC 7516 foi descoberta em 5 de Setembro de 1864 por Albert Marth.